# Centerns ordförandeval 2022
Ordförandevalet för Centern i Finland 2022 hölls den 11 juni 2022 på Centerns partikongress i Villmanstrand.

## Bakgrund
Annika Saarikko blev vald till ordförande för Centern i Finland 2020 efter att ha utmanat den då sittande partiordföranden Katri Kulmuni. Kulmuni hade tiden innan varit inblandad i en uppmärksammad politisk affär gällande arvoden till personliga konsulter som felaktigt hade betalats av finansministeriet, där Kulmuni var finansminister i Regeringen Marin. Hon avgick då från sin ministerpost men blev kvar som Centerns ordförande fram till att Saarikko besegrade henne i ordförandevalet 2020.
2021 övertog Saarikko rollen som Finlands finansminister samt vice statsminister från Matti Vanhanen. De opinionsmässiga framgångarna för Centern uteblev dock. I riksdagsvalet 2019 fick partiet 13,8%, vilket var det sämsta valresultatet på över 100 år, och partiet förlorade dessutom statsministerposten. Sedan dess har de nationella opinionssiffrorna cementerats runt 12%, både under Saarikko och Kulmunis ledarskap. I välfärdsområdesvalet 2022 fick dock partiet 19,2%, vilket ansågs som ett starkt valresultat av både politiska bedömare och partiledningen.

### Rysslands invasion av Ukraina och NATO-frågan

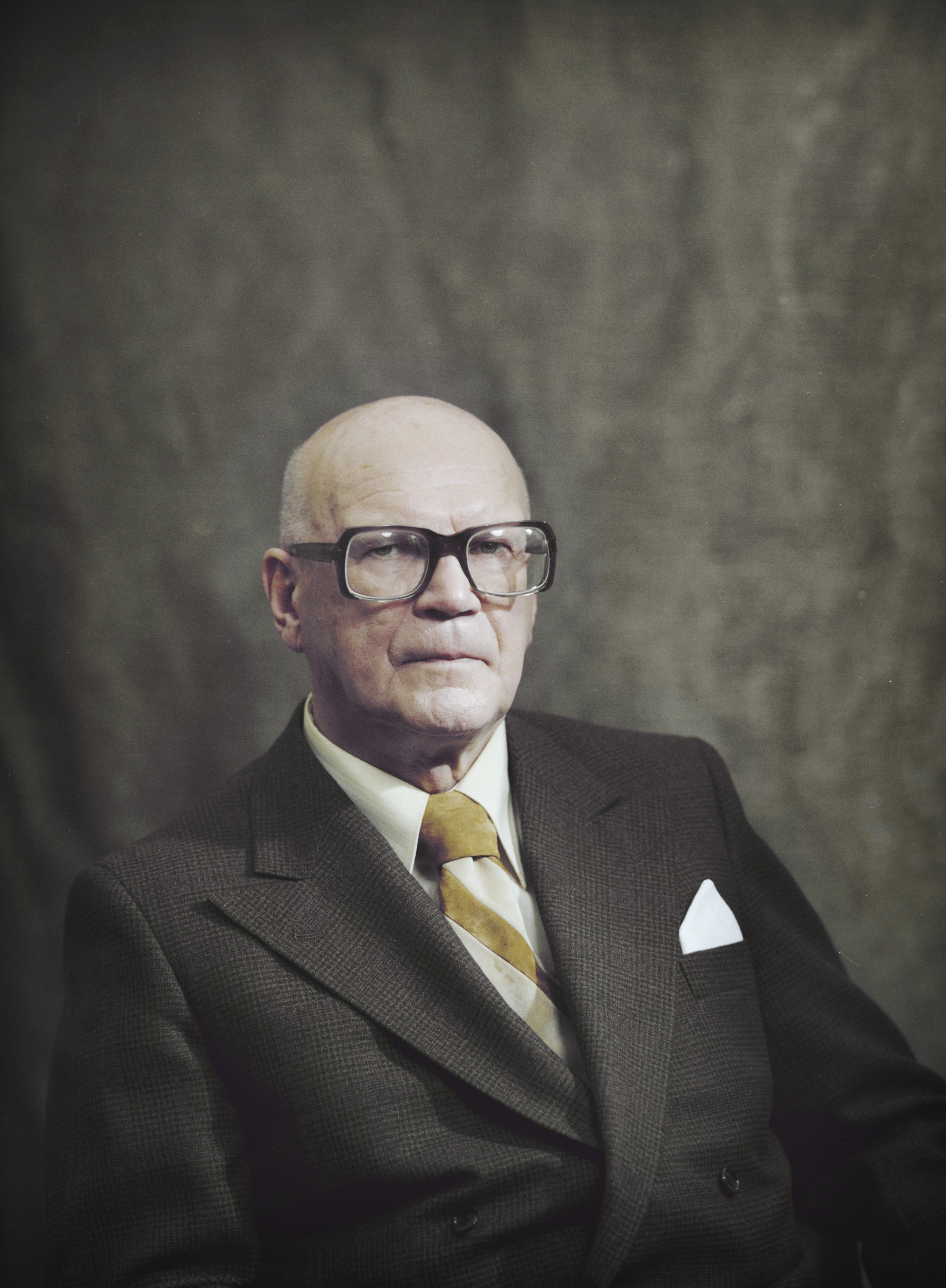
Urho Kekkonen var Finlands president i drygt 26 år och en av Centerns mest kända politiker.

Den 24 februari 2022 inledde Ryssland invasionen av Ukraina. Det här väckte en inrikespolitisk diskussion om den finländska neutraliteten. Centern har historiskt varit en mycket stark förespråkare för Finlands militära alliansfrihet. Positionen var en del av arvet från Urho Kekkonens presidentskap. Kekkonen etablerade Finlands neutralitet under efterkrigstiden genom Paasikivi–Kekkonen-linjen med uppehållandet av VSB-avtalet med Sovjetunionen och finlandiseringen av politiken, samtidigt som han uppehöll goda relationer till demokratierna i väst. Under ledning av president Kekkonen hölls år 1975 Helsingforskonferensen, då de europeiska staterna (öst som väst) samt USA och Kanada undertecknade en deklaration om en gemensam säkerhetsordning. I och med överenskommelsen fastslogs ländernas territoriella suveränitet och integritet, dessa respekterades i Europa fram till Rysslands annektering av Krim 2014.
Den 9 april 2022 meddelade Annika Saarikko att partiets fullmäktige enhälligt hade röstat grönt för att ge parti- och statsledningen mandat att fatta nödvändiga säkerhetspolitiska beslut, inklusive att ansöka om medlemskap i NATO. Den 10 maj uttryckte Saarikko ett offentligt stöd för ett NATO-medlemskap. Den 15 maj meddelade president Sauli Niinistö och statsminister Sanna Marin att Finland kommer att ansöka om ett medlemskap i NATO. Den 17 maj behandlades och godkändes förslaget av riksdagen och samma dag lämnades den finländska ansökan in officiellt.

### Paavo Väyrynens utmaning
Den 7 april 2022 meddelar Väyrynen genom sin blogg att han återigen kandiderar till ordförandeposten för Centern. Väyrynen blev ledamot av Finlands riksdag redan 1970 och har därefter hållit sig inom toppolitiken i över 50 år. Under 80-talet var han både partiordförande för Centern och utrikesminister i fyra regeringar. Sedan dess har Väyrynen varit en långvarig ledamot av Europaparlamentet, återkommit som minister, ställt upp i flera presidentval samt försökt bli partiledare igen. Väyrynen anser sig tillhöra den traditionella centerrörelsen som värnar decentralisering med värdekonservativa inslag och är anhängare av neutralitetspolitiken.  

#### Konflikten med partiet
Sommaren 2015 la Väyrynen fram ett initiativ om en folkomröstning om euron med avsikten att Finland skulle lämna euroområdet. Det här stred mot partilinjen och en konflikt utvecklades mellan Väyrynen och statsminister Juha Sipilä. I januari 2016 meddelade Väyrynen att han lämnar partiets ledning med anledning av partiets allt för liberala inriktning under Sipilä, som han menade hade tappat kontakten med partiets rötter. Samtidigt som Väyrynen satt kvar i europaparlamentet på Centerns mandat grundade han Medborgarpartiet, som satsade på riksdagsvalet 2019. Sipilä uppmanade Väyrynen att lämna Centern, med anledning av hans dubbla partimedlemskap. Väyrynen ställde upp som oberoende kandidat i presidentvalet 2018, han erhöll 6,2% av rösterna vilket var mer en Centerns kandidat Matti Vanhanen. Efter stridigheter med det egna Medborgarpartiet utmanade Väyrynen Sipilä om Centerns ordförandepost i februari 2018. Kandidaturen syftade till att återgå till partiets rötter och Kekkonens politiska linje. I april samma år drog han tillbaka sin kandidatur och lämnade Centern helt och hållet.
I december 2018 grundade Väyrynen ytterligare ett nytt parti - Sjustjärnerörelsen - vars politiska projekt grundade sig i Centerns ideologiska fader Santeri Alkios idéer och bestod i att säkra Finlands neutralitet och självständighet med en begränsad invandring. Under 2020 gjorde Väyrynen comeback inom Centern med förhoppningen om en politisk kursändring, i och med förlustvalet 2019. I november 2020 valdes han in i partistyrelsen som representant för partiets svenska distrikt.

#### Kandidaturen
Den 7 april 2022 meddelade Paavo Väyrynen att kandiderar till ordförande. Han motiverade kandidaturen med att han ville vända Centerns tappade väljarstöd genom att återgå till partiets grundidéer samt att slå vakt om landets neutralitet och dra tillbaka Finlands NATO-ansökan. Väyrynen menade vidare att han som ordförande vill satsa på riksdagsvalet 2023 och låta sittande ordföranden Annika Saarikko fortsätta företräda partiet i regeringen.
Annika Saarikkos ställning som ordförande ansågs inför valet vara ohotad av Väyrynens kandidatur och Saarikko hade ett mycket brett stöd bland partiets distriktsordföranden.

## Kandidater
| Namn            | Född                                       | Bakgrund | Tillkännagivande | Ref.   |
| --------------- | ------------------------------------------ | --- | ---------------- | ------ |
| Annika Saarikko | 10 november 1983 (38 år) Oripää, Finland   | Centerns partiordförande (2020–), Finlands vice statsminister (2021–2023), Finlands finansminister (2021–2023), Ledamot av Finlands riksdag (2011–), Finlands kulturminister (2019–2021), Finlands forskningsminister (2019–2021), Finlands familjeminister (2017–2019), Finlands omsorgsminister (2017–2019). | 2 april 2022     | [ 18 ] |
| Paavo Väyrynen  | 2 september 1946 (75 år) Keminmaa, Finland | Ledamot av Finlands riksdag (1970–2014, 2018–2019), EU-parlamentariker (1995–2007, 2014–2018), Finlands utrikeshandelsminister (2007–2011), Finlands utrikesminister (1977–1982, 1983–1987, 1991–1993), Centerns partiordförande (1980–1990), Finlands vice statsminister (1983–1987), Finlands arbetskraftsminister (1976–1977), Finlands undervisningsminister (1975–1976), Presidentkandidat 1988, 1994, 2012, 2018. | 7 april 2022     | [ 5 ]  |

## Politiska positioner
| Kandidat        | Roll som ordförande | Sakfrågor              | Sakfrågor       |
| Kandidat        | Minister            | Finskt NATO-medlemskap | Euro som valuta |
| --------------- | ------------------- | ---------------------- | --------------- |
| Annika Saarikko | Ja                  | Ja                     | Ja              |
| Paavo Väyrynen  | Nej                 | Nej                    | Nej             |

## Resultat
| Centerns ordförandeval 2022 | Centerns ordförandeval 2022 | Centerns ordförandeval 2022 | Centerns ordförandeval 2022 |
| Kandidat                    | Kandidat                    | Röster                      | Andel                       |
| --------------------------- | --------------------------- | --------------------------- | --------------------------- |
|                             | Annika Saarikko             | 1 341                       | 88,4%                       |
|                             | Paavo Väyrynen              | 151                         | 10,0%                       |
| Ogiltiga/blanka             | Ogiltiga/blanka             | 25                          | 1,6%                        |
| Totalt                      | Totalt                      | 1 517                       | 100%                        |

## Efterspel
Paavo Väyrynen meddelade efter förlusten att han kandiderade till riksdagen för Lapplands valkrets.

### Riksdagsvalet 2023
I riksdagsvalet 2023 gjorde Centern gjorde sitt sämsta valresultat sedan 1916 på 11,3%. Det gjorde att partiet valde att gå i opposition till regeringen Orpo. Annika Saarikko är fortsatt partiets ordförande.
Väyrynen lyckades inte bli invald i riksdagsvalet 2023. 

### Presidentvalet 2024
I presidentvalet 2024 nominerade Centern riksbankschefen Olli Rehn som både kandiderade genom Centern och en valmansförening. Rehn fick ett valresultat på 15,3% och slutade på en fjärde plats. Även om partiet inte lyckades ta sin kandidat till den andra valomgången sågs resultatet ändå som en framgång i förhållande till partiets opinionssiffror i övrigt.
Väyrynen kandiderade även han till presidentvalet genom en valmansförening. Kampanjen lyckades dock inte samla ihop de 20 000 namnunderskrifter som krävdes för att kvalificera sig till valet och en officiell kandidatur därmed uteblev.

### Saarikkos avgång
I februari 2024 meddelade Annika Saarikko att hon lämnar posten som partiordförande vid partikongressen sommaren 2024.